# Berberski korsari
Berberski korsari, ponekad zvani i Otomanski korsari i Berberski pirati, bili su pirati i gusari koji su djelovali uz obalu sjeverne Afrike, isplovljavajući iz luka Alžira, Tripolija i Tunisa. To područje je u Europi bilo poznato pod nazivom Berberska obala, ime koje je dobilo po svom berberskom stanovništvu. Područje njihovog djelovanja bilo je uglavnom Sredozemno more, no neki od njih su se otiskivali na Atlantski ocean sve do Islanda. Njihov glavni cilj, osim pljačkanja brodova, bio je zarobljavanje kršćanskih robova za robovske tržnice u sjevernoj Africi i na Bliskom istoku. Korsari su zarobili tisuće brodova, te su oko milijun ljudi odveli u ropstvo. Neki od korsara bili su europski odmetnici kao John Ward, Zymen Danseker, i Henry Mainwaring. 

## Braća Barbarossa
Najpoznatiji muslimanski korsari bili su Hajreddin Barbarossa i Oruç Reis, braća Barbarossa, koji su preuzeli kontrolu nad Alžirom u ime Osmanskog Carstva početkom 16. stoljeća. Pobjegavši s galije Ivanovaca, Oruç se sklonio u Egipat a zatim u Tunis. Kao gusar istaknuo se neobično smjelim pothvatima, pa je od tuniškog vladara dobio na dar otok Djerba (Jarbah) na kojem je za svoju flotu uredio arsenal. Alžirci su ga 1515. pozvali da se bori protiv Španjolske, on im se u konačnici nametnuo za vladara i protjerao Španjolce. Njegov nasljednik Hajreddin postao je i zapovjednik osmanske mornarice, u čiji je sastav uvrstio i arapsko-berbersku gusarsku flotu i tako joj pribavio status regularnih pomorskih snaga. Nekoliko pokušaja država Sredozemlja da zauzimanjem gusarskih baza unište i njihovu flotu, završilo se neuspjehom. Bogati tereti, upućivani iz Novog svijeta u Španjolsku, privukli su arapsko-berberske gusare, te su već zarana izazvali oružanu reakciju Španjolske. Pored manjih berberskih utvrđenja, Španjolska je 1470. osvojila Melillu (Melīlah), 1505. Mers-el-Kébir, a 1510. Béjaïau (Biğāya).  

## Gusarenje do 17. stoljeća
Kao vazali turskog sultana, sjevernoafrički gusari sudjelovali su u svim većim pothvatima na moru, pa i na Jadranu, kada 1539. sudjeluju u zauzimanju Herceg Novog te provali na provalama na Hvar, zatim 1571. napadu na Korčulu, Hvar i Vis uoči Lepantske bitke. Gusarenje je dobilo nov polet kada su Berberi, na poticaj nekog gusara flamanskog porijekla, zamijenili svoje galije brzim jedrenjacima. Njihovi brodovi, 600 većih i manjih, naoružani s po 20—40 topova, ugrožavali su sve obale Sredozemnog mora, a zalijetali su se i do obala La Manchea, Engleske, Irske, čak i do Islanda. Prema tadašnjoj procjeni, plijen je iznosio i 20 milijuna livara godišnje. U isto vrijeme su europski pirati naučili korsare graditi velike brodove, što je ovima omogućilo da svoju djelatnost prebace i na Atlantik. Vrhunac korsarske aktivnosti bio je kraj 16. i početak 17. stoljeća.

## Protugusarska djelovanja na Sredozemlju do kraja 19. stoljeća
U 17. stoljeću europske države su poduzimale mnoge ekspedicije protiv gusara, ali su i nastojale da s njima stupe u normalnije odnose. Vješto iskorištavajući međusobna trvenja i sukobe europskih država, gusari su do 19. stoljeća gotovo svim pomorskim državama nametnuli danak za slobodnu plovidbu Sredozemnim morem. Englezi, Nizozemci i Francuzi su zbog gusarenja držali šezdesetih godina 17. stoljeća čitave eskadre pred sjevernoafričkim obalama. Engleska je od 1675. stalno držala jaču eskadru ispred obala sjeverne Afrike, pa je bombardiranjem glavnih gradova podržavala svoja traženja.
Značajna su bila djelovanja Francuske koja je protiv arapskih gusara angažirala i svoje gusare. Francuski admiral Abraham Duquesne uništio je 1681. tripolitanske gusare u luci Hiosu. Kada je Alžir objavio rat Francuskoj, Duquesne je tijekom 1682. i 1683. provodio usku blokadu i bombardirao Alžir, a u lipnju 1685. maršal Jean II. d'Estrées bombardirao je Tunis i Tripoli te ishodio velike kontribucije. Po završetku rata za španjolsku baštinu (1701. – 1714.), Nizozemska je angažirala jake sastave linijskih brodova za zaštitu svoje trgovine u Sredozemlju, ali bez većeg uspjeha, jer su i sjevernoafrički gusari raspolagali s oko 50 velikih fregata. Tijekom 18. stoljeća, Francuska, Velika Britanija i Španjolska ponovo provode akcije protiv gusara, napadajući berberske obalne gradove.

## Američka prisutnost i ratovi protiv gusara u 19. stoljeću
Poslije američkog rata za nezavisnost (1775. – 1783.), berberski gusari su se usredotočili na američku pomorsku trgovinu na moru, tako da su SAD radi zaštite svoje trgovine bile primorane sjevernoafričkim vladarima plaćati godišnji tribut i šalju darove (između ostalog i 1 fregatu). Zahtjevi sjevernoafričkih vladara stalno su se povećavali. Tripolitanija je 10. svibnja 1801. čak objavila rat SAD, koji je vođen 4 godine na moru uz blokadu tripolitanskih luka. Mir je sklopljen tek 10. lipnja 1805. Američka eskadra komodora Stephena Decatura prisilila je 1816. alžirskog deja da se odrekne dotadašnjeg danka. Na slične ustupke prinuđeni su i vladari Tunisa i Tripolitanije. Britanci i Nizozemci bombardirali su Alžir 27. i 28. kolovoza 1816., ali ozbiljan udar arapskim gusarima nanijela je tek francuska okupacija Alžira 1830. te ekspedicija protiv Maroka 1844.
Također su ratni brodovi Danske, Norveške i Švedske prisilili 1844. tuniske i tripolitanske vladare da se odreknu danka, dok su se Nijemci još 1856. borili u Sredozemnom moru s arapsko-berberskim gusarima. Razvoj parobroda i učvršćivanje europskih država u sjevernoj Africi konačno su uništili gusare u drugoj polovici 19. stoljeća.

## Vanjske poveznice
- Pirati i gusari: Berberski korsari
- Tko su bili Berberski pirati i gusari?  Arhivirana inačica izvorne stranice od 14. siječnja 2012. (Wayback Machine)
- Britansko roblje na Berberskoj obali